# Кастиљоне (Л’Аквила)
Кастиљоне (итал. Castiglione) је насеље у Италији у округу Л'Аквила, региону Абруцо.
Према процени из 2011. у насељу је живело 93 становника. Насеље се налази на надморској висини од 1204 м.